# Filippo Ganna
Filippo Ganna (* 25. července 1996) je italský profesionální silniční a dráhový cyklista jezdící za UCI WorldTeam Ineos Grenadiers. Je šestinásobným mistrem světa v individuální stíhačce a celkem na mistrovství světa v dráhové cyklistice získal 14 medaili. Také se stal mistrem světa v časovce v letech 2020 a 2021. Je vítězem 4 etap na Giru d'Italia 2020, 2 etap na Giru d'Italia 2021 a 1 etapy na Vueltě a España 2023. Na letních olympijských hrách 2020 konaných v Tokiu získal s italským národním týmem zlato v týmové stíhačce. Jejich výkon stačil k překonání dosavadního světového rekordu.

## Kariéra
Ganna se na profesionální scéně objevil v roce 2016 na dráhovém mistrovství světa s neobvyklým stíhacím stylem negativního rozkolu, kdy začátek závodu absolvoval pomaleji a postupně zrychloval v druhé polovině, což mu přineslo vítězství. V roce 2016 Ganna jezdil za italský amatérský tým Team Colpack. Následující rok pak začal reprezentovat barvy UCI WorldTeamu UAE Abu Dhabi, s nímž strávil i sezónu 2018. V říjnu 2018 pak bylo oznámeno, že Ganna podepsal dvouletý kontrakt s UCI WorldTeamem Team Sky od sezóny 2019.
Od listopadu 2019 do února 2020 Ganna stanovil třikrát nový světový rekord v individuální stíhačce. Rekord postupně stáhl z času 4 minut 5 sekund až na čas 4 minut 1,934 sekund, který zajel na mistrovství světa v dráhové cyklistice 2020 v Berlíně.
Na letních olympijských hrách 2020 konaných v Tokiu v roce 2021 vyhrál Ganna společně s Jonathanem Milanem, Francescem Lamonem a Simonem Consonnim zlatou medaili v týmové stíhačce. Dvakrát se jim podařilo stanovit nový světový rekord, nejprve v třetím vyřazovacím kole proti sestavě Nového Zélandu a podruhé ve finále proti Dánsku, kde zajeli čas 3 minut a 42,02 sekund. Již v kvalifikaci italský tým stanovil nový olympijský rekord, ten však byl krátce poté překonán Dány. Na olympiádě v Paříži v roce 2024 skončil s italským týmem ve stejné disciplíně na třetím místě.
8. října 2022 Ganna stanovil nový hodinový rekord, když za 1 hodinu na velodromu ve švýcarském Grenchenu ujel 56,792 km, čímž porazil předchozí rekord Daniela Bighama, jenž 19. srpna téhož roku ujel 55,548 km.

## Osobní život
Ganna je synem bývalého italského rychlostního kanoisty Marca Ganny, účastníka Letních olympijských her 1984 v Los Angeles.

## Hlavní výsledky

### Silniční cyklistika
2012
Národní šampionát
 vítěz časovky kadetů
2013
Národní šampionát
3. místo časovka juniorů
2014
Národní šampionát
 vítěz časovky juniorů
vítěz Chrono des Nations Juniors
vítěz Trofeo Emilio Paganesi
Mistrovství světa
4. místo časovka juniorů
Mistrovství Evropy
4. místo časovka juniorů
2015
vítěz Chrono Champenois
2016
Národní šampionát
 vítěz časovky do 23 let
vítěz Paříž–Roubaix Espoirs
vítěz GP Laguna
Mistrovství Evropy
 2. místo časovka do 23 let
6. místo silniční závod do 23 let
2. místo Trofeo Città di San Vendemiano
2017
Mistrovství Evropy
9. místo časovka
2018
Národní šampionát
2. místo časovka
Vuelta a San Juan
2. místo celkově
 vítěz soutěže mladých jezdců
2019
Národní šampionát
 vítěz časovky
BinckBank Tour
vítěz 6. etapy (ITT)
Tour de La Provence
vítěz 1. etapy (ITT)
2. místo Chrono des Nations
Mistrovství světa
 3. místo časovka
5. místo Coppa Sabatini
Mistrovství Evropy
6. místo časovka
2020
Mistrovství světa
 vítěz časovky
Národní šampionát
 vítěz časovky
Giro d'Italia
vítěz etap 1 (ITT), 5, 14 (ITT) & 21 (ITT)
lídr  a  po etapách 1 a 2
lídr  po 1. etapě
lídr  po etapách 5 – 8
Tirreno–Adriatico
vítěz 8. etapy (ITT)
Vuelta a San Juan
2. místo celkově
2021
Mistrovství světa
 vítěz časovky
 3. místo smíšená týmová štafeta
Mistrovství Evropy
 vítěz smíšené týmové štafety
 2. místo časovka
Giro d'Italia
vítěz etap 1 (ITT) a 21 (ITT)
lídr  a  po etapách 1 – 3
lídr  po 1. etapě
Étoile de Bessèges
vítěz etap 4 a 5 (ITT)
UAE Tour
vítěz 2. etapy (ITT)
Národní šampionát
4. místo časovka
Olympijské hry
5. místo časovka
2022
Národní šampionát
 vítěz časovky
Tirreno–Adriatico
vítěz 1. etapy (ITT)
Critérium du Dauphiné
vítěz 4. etapy (ITT)
Étoile de Bessèges
vítěz 5. etapy (ITT)
Deutschland Tour
vítěz prologu
Tour de La Provence
vítěz prologu
Mistrovství světa
 2. místo smíšená týmová štafeta
7. místo časovka
Mistrovství Evropy
 3. místo časovka
2023
Národní šampionát
 vítěz časovky
Tour de Wallonie
 celkový vítěz
vítěz etap 1 a 4 (ITT)
Vuelta a España
vítěz 10. etapy (ITT)
Tirreno–Adriatico
vítěz 1. etapy (ITT)
Mistrovství světa
 2. místo časovka
Vuelta a San Juan
2. místo celkově
Volta ao Algarve
2. místo celkově
2. místo Milán – San Remo
4. místo Gran Piemonte
6. místo Paříž–Roubaix
10. místo E3 Saxo Classic
2024
Giro d'Italia
vítěz 14. etapy (ITT)
Olympijské hry
2. místo časovka
Mistrovství světa
 2. místo časovka
 3. místo smíšená týmová štafeta

#### Výsledky na Grand Tours
| Grand Tour      | 2020 | 2021 | 2022 | 2023 | 2024 |
| --------------- | ---- | ---- | ---- | ---- | ---- |
| Giro d'Italia   | 61   | 118  | —    | DNF  | 101  |
| Tour de France  | —    | —    | 95   | —    | —    |
| Vuelta a España | —    | —    | —    | 104  | —    |

#### Výsledky na šampionátech
| Akce               | Akce           | 2017 | 2018 | 2019 | 2020 | 2021 | 2022 | 2023 | 2024 |
| ------------------ | -------------- | ---- | ---- | ---- | ---- | ---- | ---- | ---- | ---- |
| Mistrovství světa  | Silniční závod | —    | —    | —    | —    | —    | —    | —    |      |
| Mistrovství světa  | Časovka        | —    | —    | 3    | 1    | 1    | 7    | 2    | 2    |
| Mistrovství Evropy | Silniční závod | DNF  | —    | —    | —    | DNF  | 61   | 37   | —    |
| Mistrovství Evropy | Časovka        | 9    | 12   | 6    | —    | 2    | 3    | —    | —    |
| Národní šampionát  | Silniční závod | DNF  | DNF  | 38   | —    | —    | —    | 11   |      |
| Národní šampionát  | Časovka        | 12   | 2    | 1    | 1    | 4    | 1    | 1    |      |

| —   | Nezúčastnil se |
| DNF | Nedokončil     |
| NS  | Nejelo se      |
| JS  | Jede se        |

### Dráhová cyklistika
2014
Národní juniorský šampionát
 vítěz individuální stíhačky
2015
Národní šampionát
 vítěz individuální stíhačky
2016
Mistrovství světa
 vítěz individuální stíhačky
Mistrovství Evropy do 23 let
 vítěz individuální stíhačky
 2. místo týmová stíhačka
Mistrovství Evropy
 2. místo individuální stíhačka
 2. místo týmová stíhačka
2017
Mistrovství Evropy
 vítěz individuální stíhačky
 2. místo týmová stíhačka
UCI World Cup, Pruszków
 vítěz týmové stíhačky
Mistrovství světa
 2. místo stíhačka
 3. místo týmová stíhačka
2018
Mistrovství světa
 vítěz individuální stíhačky
 3. místo týmová stíhačka
Mistrovství Evropy
 vítěz týmové stíhačky
2019
Mistrovství světa
 vítěz individuální stíhačky
UCI World Cup, Hongkong
 vítěz týmové stíhačky
Mistrovství Evropy
 2. místo týmová stíhačka
2020
Mistrovství světa
 vítěz individuální stíhačky
 3. místo týmová stíhačka
2021
Olympijské hry
 vítěz týmové stíhačky
Mistrovství světa
 vítěz týmové stíhačky
 3. místo individuální stíhačka
2022
Hodinový rekord: 56,792 km
Mistrovství světa
 vítěz individuální stíhačky
 2. místo týmová stíhačka
2023
Mistrovství světa
 vítěz individuální stíhačky
 2. místo týmová stíhačka
Mistrovství Evropy
 vítěz týmové stíhačky
2024
Olympijské hry
3. místo týmová stíhačka